# World Scientific
World Scientific Publishing Company blev grundlagt i Singapore i 1981. Fra beskeden størrelse har det udviklet sig til et af verdens største forlag for videnskabelig litteratur med kontorer i New Jersey, London, Genève, Hong Kong, Taipei, Beijing, Shanghai and Tianjin. Forlaget udgiver omkring 500 nye titler om året og mere end 100 videnskabelige tidsskrifter i forskellige områder.